# Eleição municipal de Juazeiro do Norte em 1970
A eleição municipal de 1970 em Juazeiro do Norte aconteceu em 15 de novembro de 1970, com o objetivo de eleger prefeito e vice-prefeito da cidade e membros da Câmara de Vereadores.
O prefeito titular era Teófilo Machado, da ARENA. Dois candidatos concorreram à prefeitura de Juazeiro do Norte. Orlando Bezerra, da ARENA, foi eleito com 85,66% dos votos.

## Candidatos
Nota: a tabela a seguir está organizada por ordem alfabética de candidatos.
| Prefeito(a)     | Prefeito(a) | Prefeito(a) | Vice-Prefeito(a)       |
| Candidato(a)    | Partido     | Partido     | Vice-Prefeito(a)       |
| --------------- | ----------- | ----------- | ---------------------- |
| Adauto Palitot  |             | MDB         | Dário Maia             |
| Orlando Bezerra |             | ARENA       | Edward Teixeira Férrer |

## Resultados

### Prefeito
| Partido | Partido | Candidato       | Votos  | Votos (%) |
| ------- | ------- | --------------- | ------ | --------- |
|         | ARENA   | Orlando Bezerra | 15 352 | 85,66%    |
|         | MDB     | Adauto Palitot  | 2 570  | 14,34%    |
| Totais  | Totais  | Totais          | 17 922 |           |
| Fonte:  |         |                 |        |           |

### Vereador
| Candidato(a)            | Partido | Votação |
| ----------------------- | ------- | ------- |
| Raimundo de Sá e Souza  | ARENA   | 1.361   |
| Severino Gonçalves      | ARENA   | 1.353   |
| Valdyr Sabiá            | ARENA   | 1.310   |
| Francisco Rocha         | ARENA   | 1.131   |
| Gumercindo Ferreira     | ARENA   | 1.027   |
| Luís Anastácio          | ARENA   | 1.006   |
| Firmino Tenório         | ARENA   | 999     |
| Francisco Gomes Machado | ARENA   | 998     |
| Eliseu Damasceno        | ARENA   | 933     |
| Francisco Barbosa       | ARENA   | 859     |
| João Pereira            | ARENA   | 793     |
| Carlos Pimentel         | ARENA   | 752     |
| José Bezerra Sobrinho   | ARENA   | 607     |
| Edvan Pires             | ARENA   | 567     |
| José Viana              | ARENA   | 563     |
| Wilson da Silva         | ARENA   | 517     |
| Tibério César Sobreira  | ARENA   | 348     |